# Arnaud Ier de Carcassonne
Arnaud Ier (c.900 - 27 nov. 957), fut comte de Comminges et de Carcassonne.

## Biographie
Il épousa Arsinde, comtesse de Carcassonne, fille d’Acfred II de Carcassonne. Il est le père d'Arsinde de Comminges, la première épouse du comte de Provence Guillaume Ier.